# USS Higbee (DD-806)
USS Higbee (DD/DDR-806) là một tàu khu trục lớp Gearing được Hải quân Hoa Kỳ chế tạo vào giai đoạn cuối Chiến tranh Thế giới thứ hai. Nó là chiếc tàu chiến đầu tiên của Hoa Kỳ được đặt theo tên một nữ thành viên của Hải quân, vốn được đặt theo tên Y tá trưởng Lenah S. Higbee (1874–1941), một nữ y tá tiên phong của Hải quân từng đảm nhiệm Tổng quản lý Quân đoàn Y tá Hải quân Hoa Kỳ trong Thế Chiến I và được tặng thưởng Huân chương Chữ thập Hải quân. Hoàn tất khi chiến tranh đã sắp kết thúc, con tàu tiếp tục phục vụ trong giai đoạn Chiến tranh Lạnh, Chiến tranh Triều Tiên và Chiến tranh Việt Nam cho đến khi ngừng hoạt động năm 1979 và bị đánh chìm như một mục tiêu năm 1986. Higbee được tặng thưởng một Ngôi sao Chiến trận do thành tích phục vụ trong Thế Chiến II, rồi thêm bảy Ngôi sao Chiến trận khác khi hoạt động trong cuộc Chiến tranh Triều Tiên.

## Thiết kế và chế tạo
Higbee được đặt lườn tại xưởng tàu của hãng Bath Iron Works ở Bath, Maine vào ngày 26 tháng 6 năm 1944. Nó được hạ thủy vào ngày 13 tháng 11 năm 1944; được đỡ đầu bởi bà A. M. Wheaton, em gái bà Higbee, và nhập biên chế vào ngày 27 tháng 1 năm 1945 dưới quyền chỉ huy của Hạm trưởng, Trung tá Hải quân Lindsay Williamson.

## Lịch sử hoạt động

### Thế Chiến II

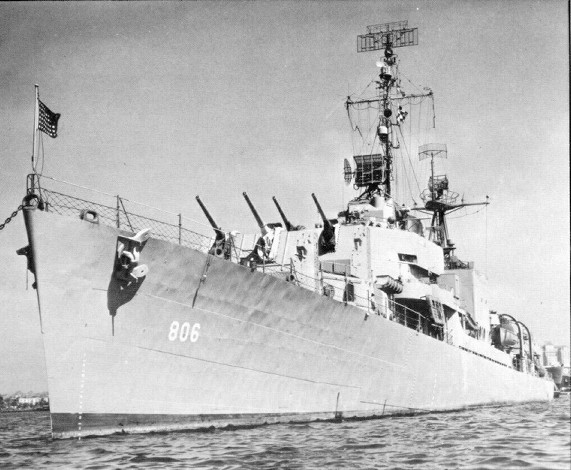
USS Higbee vào năm 1945

Higbee chuyển đến Boston, Massachusetts, nơi nó được cải biến thành một tàu khu trục cột mốc radar canh phòng. Sau khi hoàn tất việc chạy thử máy tại vùng biển Caribe, nó khởi hành vào ngày 24 tháng 5 năm 1945 để đi sang khu vực Thái Bình Dương, và gia nhập Lực lượng Đặc nhiệm 38 vào ngày 19 tháng 7 tại một địa điểm cách vịnh Tokyo không đầy 400 mi (640 km). Nó đảm nhiệm vai trò hộ tống cho các tàu sân bay trong các chiến dịch không kích cuối cùng xuống chính quốc Nhật Bản cho đến khi xung đột kết thúc vào ngày 15 tháng 8.
Trong bảy tháng tiếp theo, Higbee trợ giúp vào việc dọn sạch các bãi thủy lôi Nhật Bản trong chiến tranh, và hỗ trợ cho hoạt động của lực lượng chiếm đóng; nó quay trở về San Diego, California vào ngày 11 tháng 4 năm 1946. Nó còn được phái sang hoạt động khu vực Tây Thái Bình Dương thêm hai lượt nữa trong giai đoạn sau chiến tranh, đồng thời tham gia các cuộc tập trận hạm đội và cơ động huấn luyện chiến thuật trong cả hai lượt biệt phái và tại vùng bờ Tây. Trong chuyến đi thứ hai sang Viễn Đông, nó tháp tùng tàu tuần dương hạng nặng Toledo (CA-133) trong chuyến viếng thăm đến các nước Ấn Độ và Pakistan, vốn vừa giành được độc lập vào mùa Hè năm 1948. Nó được xếp lại lớp như một tàu khu trục cột mốc radar với ký hiệu lườn mới DDR-806 vào ngày 18 tháng 3 năm 1949.

### Chiến tranh Triều Tiên
Khi quân đội Bắc Triều Tiên vượt vĩ tuyến 38 tấn công xuống lãnh thổ Nam Triều Tiên vào ngày 25 tháng 6, khiến Chiến tranh Triều Tiên bùng nổ, Higbee lập tức được phái sang hoạt động cùng Đệ Thất hạm đội tại vùng biển Triều Tiên. Phần lớn thời gian của chiếc tàu khu trục được dành cho việc hộ tống các tàu sân bay nhanh thuộc Lực lượng Đặc nhiệm 77 trong các hoạt động không kích vào các vị trí đối phương tại Bắc Triều Tiên. Vào ngày 15 tháng 9, nó tham gia thành phần lực lượng bắn phá hỗ trợ cho cuộc đổ bộ lên Inchon. Nó quay trở về San Diego, California vào ngày 8 tháng 2 năm 1951.
Trong hai đợt hoạt động tiếp theo trong cuộc Chiến tranh Triều Tiên, Higbee tiếp tục hộ tống cho các tàu sân bay nhanh của lực lượng đặc nhiệm cũng như tiến hành bắn phá các vị trí dọc bờ biển của đối phương. Con tàu cũng tham gia các hoạt động tuần tra tại eo biển Đài Loan nhằm ngăn ngừa việc phía Trung Cộng tấn công lên hòn đảo do phe Quốc Dân Đảng dưới quyền Tưởng Giới Thạch kiểm soát. Sau khi quay trở về Hoa Kỳ vào ngày 30 tháng 6, 1953, nó đi vào Xưởng hải quân Long Beach cho một đợt nâng cấp kéo dài sáu tháng, khi cấu trúc thượng tầng được cải biến để mở rộng Trung tâm Thông tin Hành quân, trang bị một bộ radar đo chiều cao mới, và cải tiến vũ khí phòng không.

### 1954 - 1964
Trong một thập niên tiếp theo, Higbee luân phiên những lượt biệt phái kéo dài sáu tháng sang khu vực Tây Thái Bình Dương với những giai đoạn bảo trì và huấn luyện tại San Diego. Khi hoạt động cùng Đệ Thất hạm đội tại Viễn Đông, nó đã tuần tra và thường xuyên viếng thăm các cảng tại Châu Á cũng như Australia và Nam Thái Bình Dương, đồng thời tham gia các cuộc tập trận cùng hải quân các nước thuộc Khối SEATO. Con tàu chuyển cảng nhà đến Yokosuka, Nhật Bản vào ngày 21 tháng 5, 1960, nơi nó xuất phát các chuyến tuần tra dọc bờ biển Trung Quốc và Đông Nam Á; rồi sau hai năm nó chuyển cảng nhà trở vể San Francisco vào ngày 4 tháng 9, 1962.
Higbee đi vào xưởng tàu vào ngày 1 tháng 4, 1963 để được nâng cấp trong khuôn khổ Chương trình Hồi sinh và Hiện đại hóa Hạm đội (FRAM: Fleet Rehabilitation and Modernization), nhằm kéo dài tuổi thọ phục vụ thêm 10 đến 20 năm, đồng thời nâng cao hiệu quả tác chiến. Nó được xếp lại lớp và quay trở lại ký hiệu lườn cũ DD-806 vào ngày 1 tháng 6, 1963.

### Chiến tranh Việt Nam

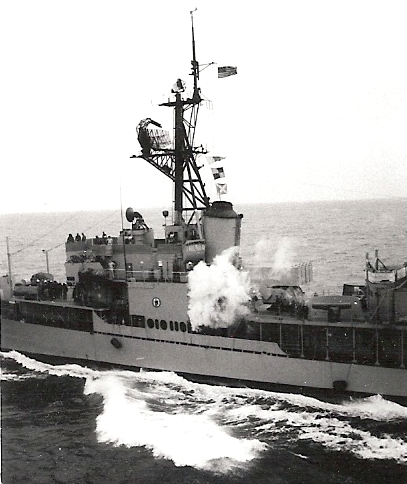
Trong những năm Chiến tranh Việt Nam, Higbee trang bị một còi hú kiểu đầu máy xe lửa hơi nước, vị trí được đánh dấu bởi hơi nước khi nó hú còi chào, sau khi được tiếp nhiên liệu từ chiếc tàu tuần dương.

Sẵn sàng hoạt động từ ngày 3 tháng 1, 1964, Higbee hoạt động huấn luyện tại vùng bờ Tây cho đến khi lên đường đi Nhật Bản vào ngày 30 tháng 6, và đi đến cảng nhà mới Yokosuka vào ngày 18 tháng 7. Sau khi xảy ra Sự kiện vịnh Bắc Bộ vào tháng 8, do vụ tàu khu trục Maddox (DD-731) đụng độ với các tàu phóng lôi của Bắc Việt Nam, nó tham gia hộ tống cho các tàu sân bay thuộc Lực lượng Đặc nhiệm 77 tại biển Đông. Vào tháng 2, 1965, nó hỗ trợ cho việc đổ bộ của Trung đoàn 9 Thủy quân Lục chiến tại Đà Nẵng; rồi sang tháng 3 đã tham gia vào Chương trình Gemini khi phục vụ cho việc thu hồi tàu không gian Gemini 3. Vào ngày 1 tháng 9, nó trợ giúp cứu vớt thủy thủ đoàn của chiếc Arsinoe sau khi chiếc tàu chở dầu Pháp bị mắc cạn tại bãi cạn Scarborough trong biển Đông, và trong thời gian còn lại của tháng 9, nó hỗ trợ hải pháo cho cuộc chiến tại Nam Việt Nam. Trên đường quay trở về nhà, con tàu đã phục vụ như một tàu căn cứ tại Hong Kong trong một thời gian ngắn, và đã có vinh dự được Vương nữ Margaret của Vương thất Anh viếng thăm.

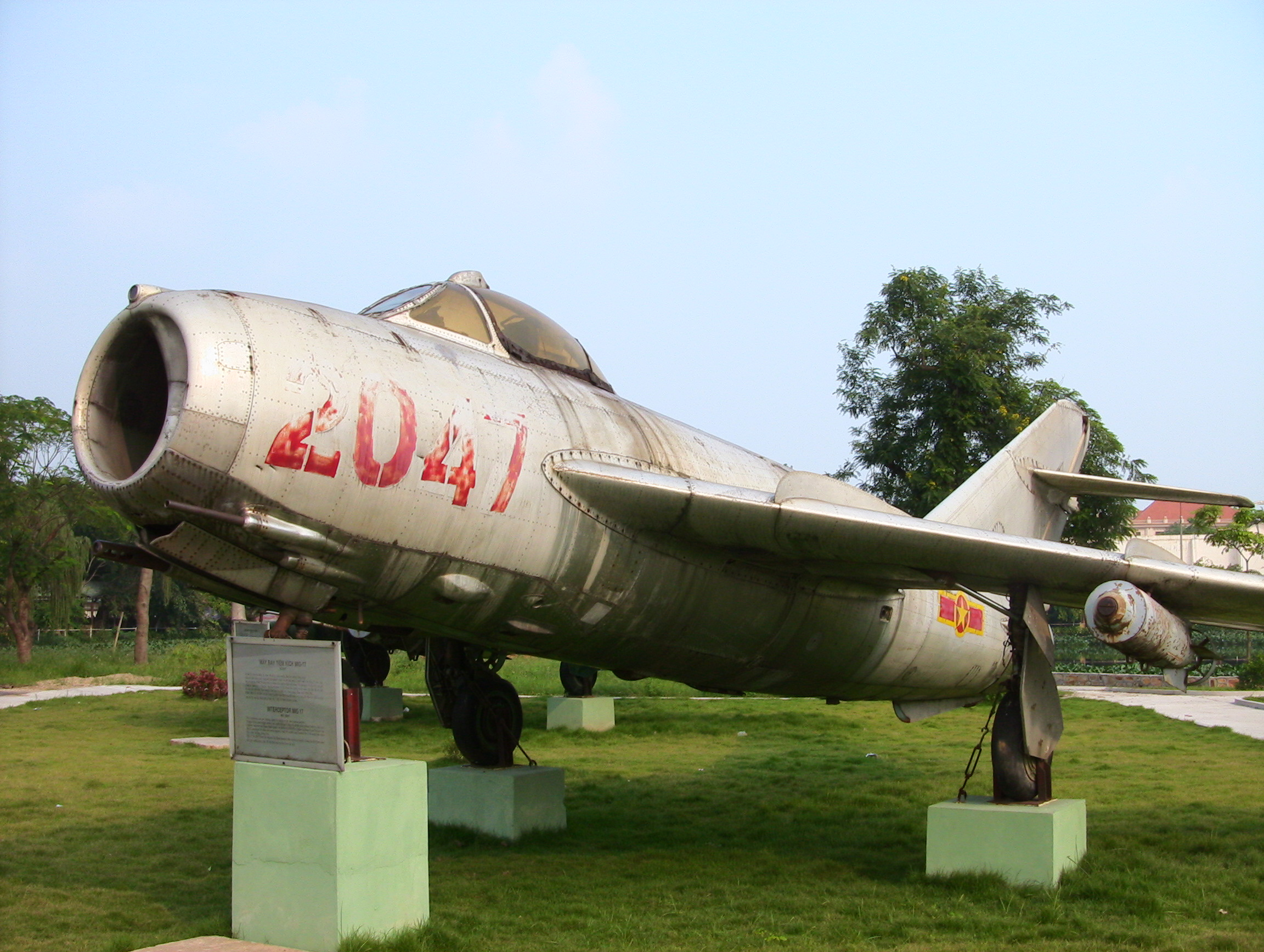
Máy bay MiG-17 do Nguyễn Văn Bảy B lái đã từng tấn công Higbee ngày 19 tháng 4, 1972.

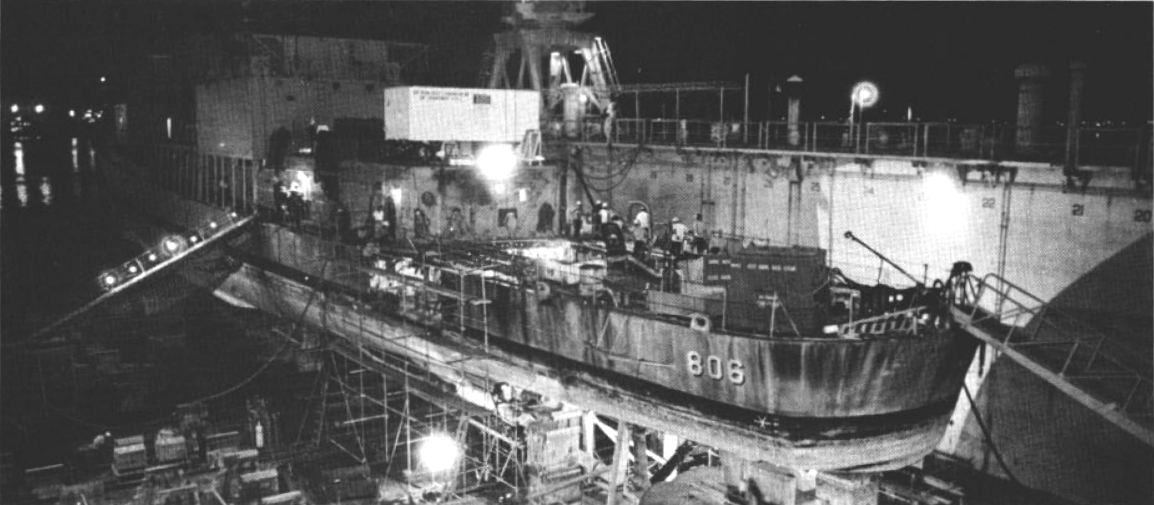
Higbee đang được sửa chữa tại Căn cứ vịnh Subic, sau khi bị trúng bom

Đang khi hoạt động tại khu vực Đông Bắc Luzon, Philippines vào cuối tháng 1, 1966, Higbee bắt gặp chiếc tàu nghiên cứu thủy văn Liên Xô Gidrifon. Quay trở lại vùng biển Nam Việt Nam vào tháng 4, nó bắn phá các vị trí đối phương gần Cape St. Jacques và vùng cửa sông Sài Gòn. Nó rời Yokosuka vào ngày 17 tháng 6 để quay trở về vùng bờ Tây, về đến Long Beach, California vào ngày 2 tháng 7, và hoạt động tại chỗ từ cảng nhà mới này cho đến năm 1967. Đang khi con tàu viếng thăm và nghỉ ngơi tại Acapulco de Juárez, Mexico trong tháng 11, 1966, nhóm của nghệ sĩ Bob Hope đã có một buổi biểu diễn ngoài kế hoạch phục vụ cho thủy thủ đoàn con tàu.
Vào đầu năm 1967, Higbee trải qua đợt đại tu và tái trang bị tại Xưởng hải quân Mare Island trước khi lại được phái sang phục vụ tại khu vực Tây Thái Bình Dương. Vào ngày 19 tháng 4, 1972, nó trở thành tàu chiến Hoa Kỳ đầu tiên bị ném bom trong cuộc Chiến tranh Việt Nam, khi bị hai máy bay MiG-17 thuộc Trung đoàn 923 Không quân Nhân dân Việt Nam tấn công trong khuôn khổ trận Đồng Hới. Chiếc MiG-17 do phi công Lê Xuân Dị điều khiển đã ném một quả bom 500 lb (230 kg) trúng tháp pháo 5-inch phía đuôi của Higbee, phá hủy tháp pháo này. Tuy nhiên thành viên của khẩu đội đã rời khỏi tháp pháo do một quả đạn pháo bị kẹt trong nòng trước khi trúng bom, nên chỉ có bốn thủy thủ bị thương do trúng bom. Chiếc MiG-17 thứ hai do phi công Nguyễn Văn Bảy (B) điều khiển tiếp tục tấn công Oklahoma City (CLG-5), nhưng chỉ gây hư hại nhẹ cho chiếc tàu tuần dương hạng nhẹ. Higbee phải quay trở lại vịnh Subic, Philippines trong tháng 5 để sửa chữa hư hại.
Quay trở về Hoa Kỳ sau khi kết thúc xung đột, Higbee được điều sang Hải đội Khu trục 27 và tiếp tục đặt cảng nhà tại Long Beach, California. Nó được chuyển sang nhiệm vụ tàu huấn luyện cho Hải quân Dự bị Hoa Kỳ từ tháng 5, 1975, trực thuộc Hải đội Khu trục 37, đặt căn cứ tại Long Beach, sau đó chuyển đến Seattle, Washington.
Higbee được cho xuất biên chế vào ngày 15 tháng 7, 1979, và được rút tên khỏi danh sách Đăng bạ Hải quân cùng ngày hôm đó. Con tàu bị đánh chìm như một mục tiêu vào ngày 24 tháng 4, 1986, tại vị trí cách về phía Tây San Diego 130 nmi (240 km), ở tọa độ 32°28′0,4″B 119°58′0,7″T / 32,46667°B 119,96667°T.

## Phần thưởng
Higbee được tặng thưởng một Ngôi sao Chiến trận do thành tích phục vụ trong Thế Chiến II, rồi thêm bảy Ngôi sao Chiến trận khác khi hoạt động trong cuộc Chiến tranh Triều Tiên.